# Deinbollia pervillei
Deinbollia pervillei là một loài thực vật có hoa trong họ Bồ hòn. Loài này được (Blume) Radlk. mô tả khoa học đầu tiên năm 1878.